# Бивио Луњано (Перуђа)
Бивио Луњано је насеље у Италији у округу Перуђа, региону Умбрија.
Према процени из 2011. у насељу је живело 156 становника. Насеље се налази на надморској висини од 275 м.